# Wilhelm Stenhammar
Wilhelm Stenhammar (Stockholm, 1871. február 7. – Stockholm, 1927. november 20.) svéd későromantikus zeneszerző.

## Élete
Stockholmban született, és itt, majd Berlinben végzett zenei tanulmányokat. Nagy tisztelője volt a német romantikus zenének, elsősorban Richard Wagner és Anton Bruckner műveinek, de hatott rá Carl Nielsen és Jean Sibelius is. 1906 és 1922 között művészi igazgatója és vezető karmestere volt a Göteborgi Szimfonikus Zenekarnak. 1909-ben rövid ideig az Uppsalai Egyetem zenei igazgatója is volt. 56 éves korában hunyt el 1927-ben.
Operákat, szimfóniákat, kantátákat, és zongoraműveket hagyott az utókorra.

## Hangfelvételek
- Vårnatt – Youtube.com, Közzététel: 2010. febr. 17.
- 1. szimfónia – Youtube.com, Közzététel: 2013. júl. 16.
- 2. szimfónia – Youtube.com, Közzététel: 2013. júl. 4.
- A 3. szimfónia töredéke, Op – Youtube.com, Közzététel: 2016. máj. 14.
- 2. zongoraverseny – Youtube.com, Közzététel: 2015. okt. 28.
- Ithaka – Youtube.com, Közzététel: 2018. jan. 11.
- Chitra – Youtube.com, Közzététel: 2018. máj. 12.

## Kották
- Stenhammar, Wilhelm. International Music Score Library Project. (Hozzáférés: 2019. május 17.)

## Fordítás
- Ez a szócikk részben vagy egészben  a   Wilhelm Stenhammar című angol Wikipédia-szócikk fordításán alapul.  Az eredeti cikk szerkesztőit annak laptörténete sorolja fel. Ez a jelzés csupán a megfogalmazás eredetét és a szerzői jogokat jelzi, nem szolgál a cikkben szereplő információk forrásmegjelöléseként.